# Gouania ulugurica
Gouania ulugurica là một loài thực vật có hoa trong họ Táo. Loài này được Gilli mô tả khoa học đầu tiên năm 1970 publ. 1971.